# 리야드 메트로

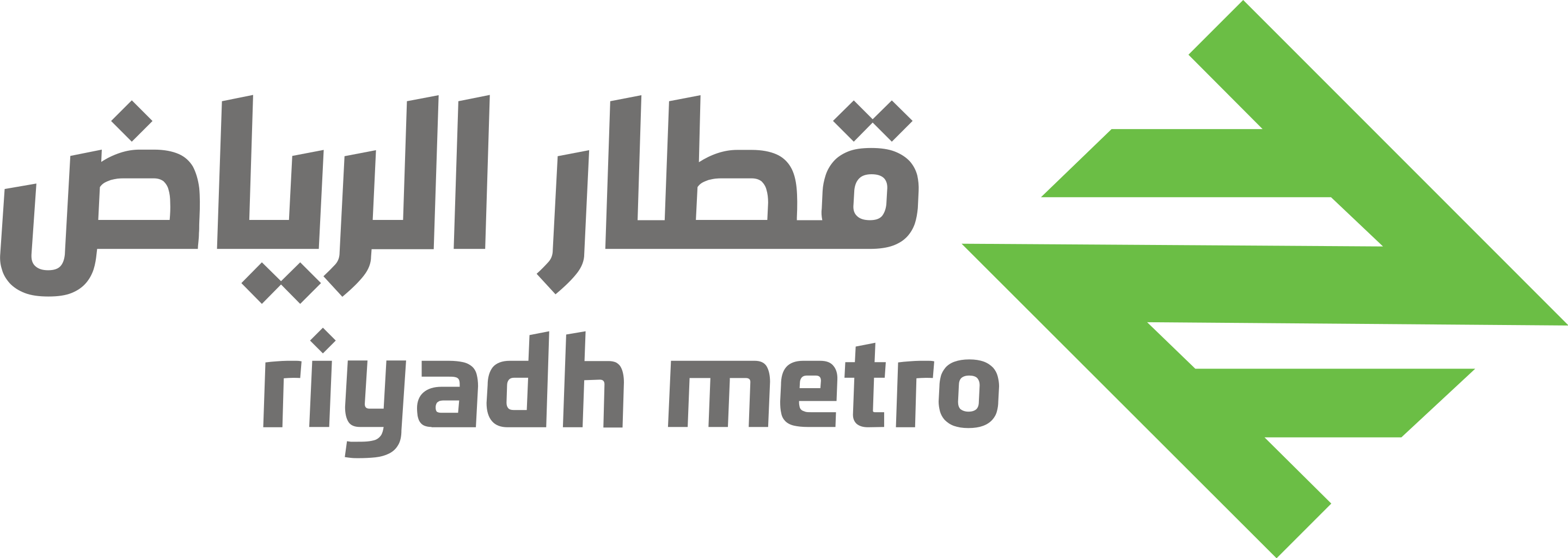
리야드 메트로 로고

리야드 메트로(아랍어: قطار الرياض)는 사우디아라비아 리야드의 건설중인 도시철도 시스템이다. 총 길이 176km(109마일)에 걸쳐 84개의 역이 있는 6개 지하철 노선으로 구성될 예정이다. 2025년에 개통 예정이다.